# Gnidia scabrida
Gnidia scabrida är en tibastväxtart som beskrevs av Carl Daniel Friedrich Meisner. Gnidia scabrida ingår i släktet Gnidia och familjen tibastväxter. Inga underarter finns listade i Catalogue of Life.